# Piotrków (gmina w województwie warszawskim)
Piotrków (do 1870 miasto Piotrków) – dawna gmina o nieuregulowanym statusie istniejąca w latach 191?-1922 w woj. warszawskim. Siedzibą władz gminy była osada miejska Piotrków.
Do 1 października?/13 października 1870 Piotrków był miastem i stanowił odrębną gminę miejską; po odebraniu praw miejskich i przekształceniu w osadę, miejscowość została włączona do gminy Wymysłów, którą przemianowano na Gradowo (powiat radziejowski, następnie nieszawski; gubernia warszawska). W późniejszych latach (przed 1886) gminę zintegrowano z gminą Piotrków.
Podczas I wojny światowej niemieckie władze zaborcze przywróciły Piotrkowowi samorząd miejski, lecz miejscowość nie została uwzględniona w dekrecie z 4 lutego 1919 o samorządzie miejskim, ani w jego uzupełnieniach. Ponieważ Piotrków nie wrócił do kategorii osad i nadal rządził się ustawą okupacyjną, stanowił jednostkę o nieuregulowanym statusie (powiat nieszawski, woj. warszawskie)
Ostatecznie w wykazie podziału administracyjnego GUS:u z 1923 roku (stan na 1 stycznia) Piotrków nie został zaliczony do miast i znalazł się ponownie w składzie gminy Piotrków.